# Амр Реда Хуссен
Амр Реда Рамадан Хуссен (араб. عمرو رضا حسين; нар. 26 серпня 1997) — єгипетський борець вільного стилю, триразовий чемпіон, срібний та триразовий бронзовий призер чемпіонатів Африки, чемпіон та бронзовий призер Африканських ігор, чемпіон Середземноморських ігор, учасник двох Олімпійських ігор.

## Життєпис
Боротьбою почав займатися з 2003 року.
Виступає за спортивний клуб Elal Masria Al Etsalat. Тренер — Магді Рашад (з 2003).

## Спортивні результати на міжнародних змаганнях

### Виступи на Олімпіадах
| Змагання                    | Збірна | Вагова категорія          | Місце |
| --------------------------- | ------ | ------------------------- | ----- |
| Літні Олімпійські ігри 2020 | Єгипет | вільна боротьба, до 74 кг | 7     |
| Літні Олімпійські ігри 2024 | Єгипет | вільна боротьба, до 74 кг | 12    |

### Виступи на Чемпіонатах світу
| Змагання                        | Збірна | Вагова категорія          | Місце |
| ------------------------------- | ------ | ------------------------- | ----- |
| Чемпіонат світу з боротьби 2019 | Єгипет | вільна боротьба, до 65 кг | 16    |
| Чемпіонат світу з боротьби 2023 | Єгипет | вільна боротьба, до 70 кг | 7     |

### Виступи на Чемпіонатах Африки
| Змагання                         | Збірна | Вагова категорія           | Місце  |
| -------------------------------- | ------ | -------------------------- | ------ |
| Чемпіонат Африки з боротьби 2016 | Єгипет | вільна боротьба, до 61 кг  | Бронза |
| Чемпіонат Африки з боротьби 2017 | Єгипет | вільна боротьба, до 70 кг  | Бронза |
| Чемпіонат Африки з боротьби 2018 | Єгипет | вільна боротьба, до 70 кг  | Срібло |
| Чемпіонат Африки з боротьби 2019 | Єгипет | вільна боротьба, до 70 кг  | Золото |
| Чемпіонат Африки з боротьби 2020 | Єгипет | вільна боротьба, до 74 кг  | Бронза |
| Чемпіонат Африки з боротьби 2022 | Єгипет | вільна боротьба, до 74 кг  | Золото |
| Чемпіонат Африки з боротьби 2023 | Єгипет | вільна боротьба, до 74 кг  | Золото |
| Чемпіонат Африки з боротьби 2023 | Єгипет | пляжна боротьба, до M80 кг | 12     |

### Виступи на Африканських іграх
| Змагання              | Збірна | Вагова категорія          | Місце  |
| --------------------- | ------ | ------------------------- | ------ |
| Африканські ігри 2019 | Єгипет | вільна боротьба, до 65 кг | Бронза |
| Африканські ігри 2024 | Єгипет | вільна боротьба, до 74 кг | Золото |

### Виступи на Середземноморських іграх
| Змагання                    | Збірна | Вагова категорія          | Місце  |
| --------------------------- | ------ | ------------------------- | ------ |
| Середземноморські ігри 2022 | Єгипет | вільна боротьба, до 74 кг | Золото |

### Виступи на інших змаганнях
| Змагання                                                          | Країна | Вагова категорія          | Місце  |
| ----------------------------------------------------------------- | ------ | ------------------------- | ------ |
| Турнір Ібрагіма Мустафи 2015                                      | Єгипет | вільна боротьба, до 61 кг | Золото |
| Арабський чемпіонат з боротьби 2018                               | Єгипет | вільна боротьба, до 70 кг | Золото |
| Турнір Ібрагіма Мустафи 2018                                      | Єгипет | вільна боротьба, до 92 кг | Золото |
| Турнір Дана Колова — Николи Петрова 2019                          | Єгипет | вільна боротьба, до 70 кг | 17     |
| Турнір Ібрагіма Мустафи 2019                                      | Єгипет | вільна боротьба, до 74 кг | Золото |
| Арабський чемпіонат з боротьби 2019                               | Єгипет | вільна боротьба, до 74 кг | Золото |
| Олімпійський кваліфікаційний турнір з боротьби 2020 (Хаммамет)    | Єгипет | вільна боротьба, до 74 кг | Золото |
| Меморіал Вацлава Циолковського 2021                               | Єгипет | вільна боротьба, до 74 кг | 7      |
| Турнір Ібрагіма Мустафи 2021                                      | Єгипет | вільна боротьба, до 74 кг | Золото |
| Арабський чемпіонат з боротьби 2021                               | Єгипет | вільна боротьба, до 74 кг | Золото |
| Меморіал Болата Турлиханова 2022                                  | Єгипет | вільна боротьба, до 74 кг | Бронза |
| Відкритий чемпіонат Загреба з боротьби 2023                       | Єгипет | вільна боротьба, до 74 кг | 14     |
| Турнір Ібрагіма Мустафи 2023                                      | Єгипет | вільна боротьба, до 74 кг | 7      |
| Турнір К. У. Кожомкула і Р. Санатбаєва 2023                       | Єгипет | вільна боротьба, до 74 кг | 15     |
| Меморіал Імре Поляка та Яноша Варги 2023                          | Єгипет | вільна боротьба, до 70 кг | Бронза |
| Відкритий чемпіонат Загреба з боротьби 2024                       | Єгипет | вільна боротьба, до 74 кг | 12     |
| Олімпійський кваліфікаційний турнір з боротьби 2024 (Александрія) | Єгипет | вільна боротьба, до 74 кг | Золото |
| Меморіал Вацлава Циолковського 2024                               | Єгипет | вільна боротьба, до 74 кг | Золото |

### Виступи на змаганнях молодших вікових груп
| Змагання                                                 | Збірна | Вагова категорія          | Місце  |
| -------------------------------------------------------- | ------ | ------------------------- | ------ |
| Чемпіонат Африки з боротьби серед юніорів 2015           | Єгипет | вільна боротьба, до 74 кг | Бронза |
| Чемпіонат Африки з боротьби серед юніорів 2016           | Єгипет | вільна боротьба, до 66 кг | Золото |
| Чемпіонат Африки з боротьби серед юніорів 2017           | Єгипет | вільна боротьба, до 66 кг | Золото |
| Чемпіонат світу з боротьби серед юніорів 2017            | Єгипет | вільна боротьба, до 66 кг | 10     |
| Чемпіонат світу з боротьби серед молоді до 23 років 2018 | Єгипет | вільна боротьба, до 70 кг | 14     |
| Чемпіонат світу з боротьби серед молоді до 23 років 2019 | Єгипет | вільна боротьба, до 70 кг | 11     |